# Fakínfélék
A fakínfélék (Loranthaceae) a szantálfavirágúak rendjébe tartozó növénycsalád. 75 nemzetség tartozik a családba, a fajok száma kb. 1000. Sok faj ezek közül hemiparazita.

## Nemzetségek
- Actinanthella
- Aetanthus
- Agelanthus
- Alepis
- Amyema
- Amylotheca
- Atkinsonia
- Bakerella
- Baratranthus
- Benthamina
- Berhautia
- Cecarria
- Cladocolea
- Cyne
- Dactyliophora
- Decaisnina
- Dendropemon
- Dendrophthoe
- Desmaria
- Diplatia
- Distrianthes
- Elytranthe
- Emelianthe
- Englerina
- Erianthemum
- Gaiadendron
- Globimetula
- Helicanthes
- Helixanthera
- Ileostylus
- Ixocactus
- Kingella
- Lampas
- Lepeostegeres
- Lepidaria
- Ligaria
- Loranthus
- Loxanthera
- Lysiana
- Macrosolen
- Moquiniella
- Muellerina
- Notanthera
- Nuytsia
- Oliverella
- Oncella
- Oncocalyx
- Oryctanthus
- Oryctina
- Panamanthus
- Papuanthes
- Pedistylis
- Peraxilla
- Phragmanthera
- Phthirusa
- Plicosepalus
- Psittacanthus
- Pusillanthus
- Scurrula
- Septulina
- Socratina
- Sogerianthe
- Spragueanella
- Struthanthus
- Tapinanthus
- Taxillus
- Tetradyas
- Thaumasianthes
- Tolypanthus
- Trilepidea
- Tripodanthus
- Tristerix
- Trithecanthera
- Tupeia
- Vanwykia